# Октябрьский район (Витебск)
Октябрьский район Витебска — исторический, культурный и промышленный центр Витебска. Образован 19 июля 1940 года.
В настоящий момент занимает площадь свыше 3500 га. Расположен на северо-востоке города. Жилые массивы района соединяют четыре проспекта и более 298 улиц и переулков протяженностью свыше 300 км.
Управление осуществляется администрацией Октябрьского района города Витебска. Глава администрации — Панфилов Юрий Анатольевич.
Адрес администрации: 210029, г. Витебск, ул. Смоленская, 9.

## Население
По данным переписи 2019 года в районе проживает 118 273 человека.

## Культура
На территории р-на расположена Витебская филармония, Национальный академический драматический театр им. Якуба Коласа

## Образование
В Октябрьском районе находятся средняя школа номер 11 и Витебский Государственный Технологический Университет

## Религия
В р-не действует 33 религиозные общины: 18 — православных, 2 — католических, 2 — евангельских христиан-баптистов, 2 — иудейские, 2 — лютеранские, 1 — греко-католическая, 1 — старообрядческая, 1 — адвентистов седьмого дня, 1 — Церковь Иисуса Христа Святых последних дней, 1 — Бахаи, 1 — Международное общество сознания Кришны, 1 — Новоапостольская церковь.